# Coleção de autorretratos da Galeria Uffizi

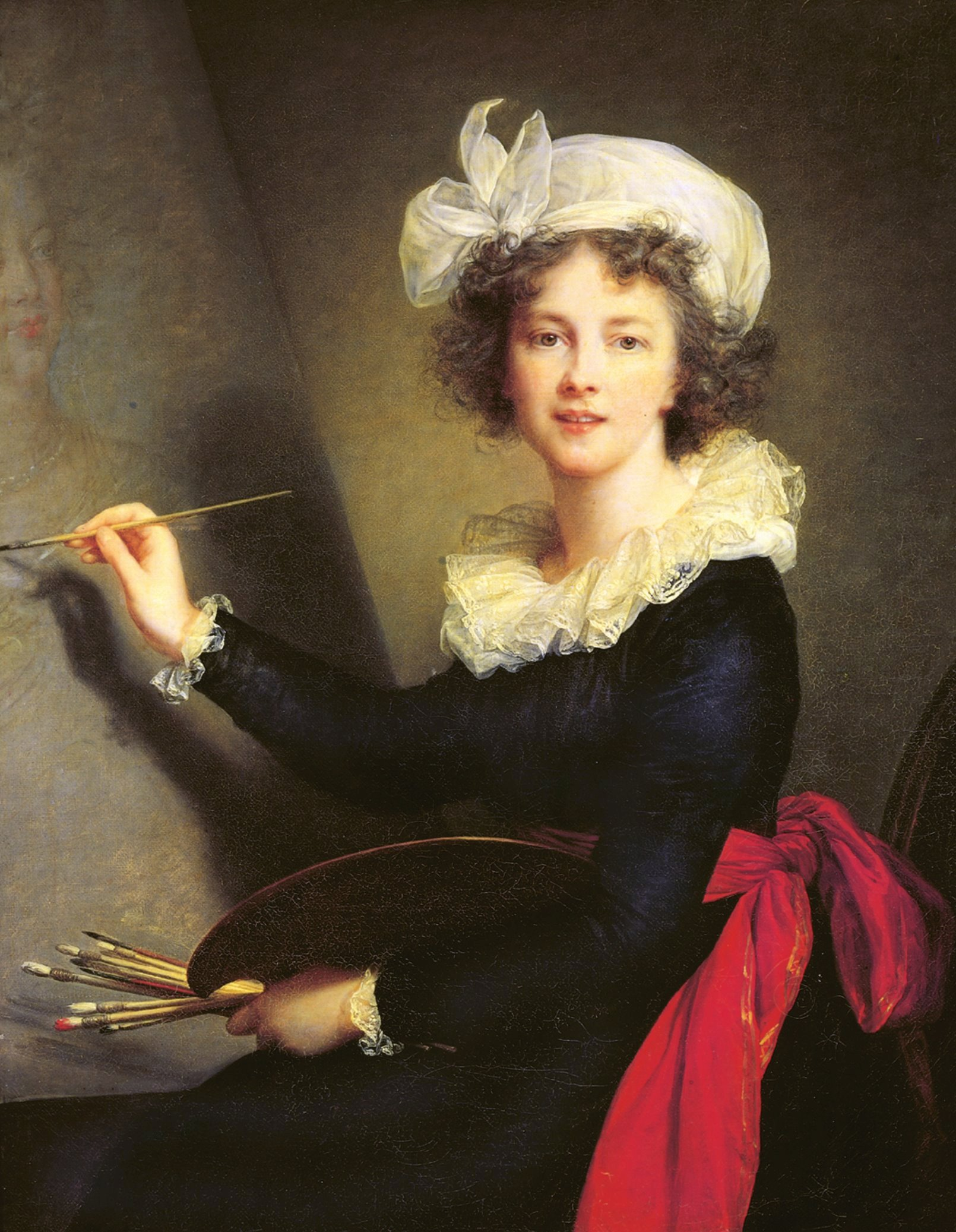
Élisabeth Vigée Le Brun, Autorretrato, 1790, Galeria Uffizi

A Galeria Uffizi, em Florença, abriga uma das mais prestigiosas e singulares coleções de autorretratos do mundo, testemunho eloquente da evolução histórica e estética do gênero. Este acervo não se limita a oferecer um inventário visual das grandes figuras da arte europeia, mas também revela um diálogo íntimo entre o artista e a representação de si mesmo, imbuído de autopercepção, identidade e posição social. Ao longo dos séculos, a coleção expandiu-se significativamente, incorporando desde mestres renascentistas, como Rembrandt e Velázquez, até modernistas como Marc Chagall, demonstrando a transformação do autorretrato de um símbolo de prestígio à exploração psicológica e existencial do "eu".
O primeiro núcleo da coleção de autorretratos da Galeria Uffizi foi fruto de uma feliz intuição do Cardeal Leopoldo de Médici.. Mais do que um espaço de exibição, constitui-se em um campo de reflexão sobre o papel do autor como sujeito e objeto. Cada autorretrato torna-se um veículo de auto-afirmação e, muitas vezes, de comentário metapictórico, ao mesmo tempo em que reflete o contexto artístico, cultural e social do momento em que foi produzido. Em cada pincelada, delineia-se a tensão entre a verdade interior e a conformidade exterior, um jogo que remete ao questionamento filosófico sobre a veracidade da imagem e o poder da representação.
Dentro da tradição do mecenato florentino, a coleção de autorretratos dos Uffizi destaca-se não apenas por seu escopo cronológico e geográfico, mas também por representar a mudança gradual no status do artista. No Renascimento, o artista, outrora um simples artesão, alcança o estatuto de gênio criador, e os autorretratos desta época refletem essa nova autoconfiança. No entanto, à medida que a modernidade avança, o autorretrato torna-se uma arena para a introspecção e o questionamento identitário, como se observa nos trabalhos de artistas do século XIX e XX. A Galeria Uffizi, com sua coleção de mais de 1.800 autorretratos, não apenas preserva a memória desses criadores, mas também estimula a contínua reflexão sobre a natureza da criação artística e sua profunda relação com a autorrepresentação.
Dentro do complexo da Galeria Uffizi, esta enorme coleção é exposta no chamado Corredor Vasari, principalmente. O famoso museu inclui obras em diversos suportes e apresentações, tais como: pinturas, esculturas e desenhos, e mais recentemente instalações.
Essa coleção não apenas documenta a evolução do autorretrato como forma artística, mas também oferece uma perspectiva sobre as condições sociais e culturais que influenciaram os artistas em diferentes épocas e regiões. Destaca-se não apenas pela quantidade e qualidade das obras, mas também pela sua capacidade de proporcionar uma visão multifacetada da evolução da subjetividade artística e das condições de produção artística ao longo do tempo. Ao preservar e exibir essas obras, a Galeria Uffizi mantém viva a tradição do autorretrato, afirmando seu papel como um dos principais centros de preservação e estudo da história da arte no mundo..
Esta vastíssima coleção, evidentemente, não pode ser apresentada toda de uma única vez por questões operacionais e de espaço da própria galeria. Em um comunicado de 10 de julho de 2023 a Uffizi informa:

Muitas obras não são encontradas no Corredor Vasari, mas foram retiradas dos depósitos do museu, onde antes eram prerrogativa de alguns estudiosos. Para realçar as muitas faces deste imenso acervo, o Uffizi observará o princípio da rotação de exposições, nomeadamente no que diz respeito aos artistas vivos, mas não só. Critério semelhante - mas neste caso também ligado a necessidades essenciais de conservação - aplicar-se-á a todas as obras gráficas, expostas num enclave de duas magníficas salas decoradas no século XIX por Luigi Ademollo.

## História de uma Coleção

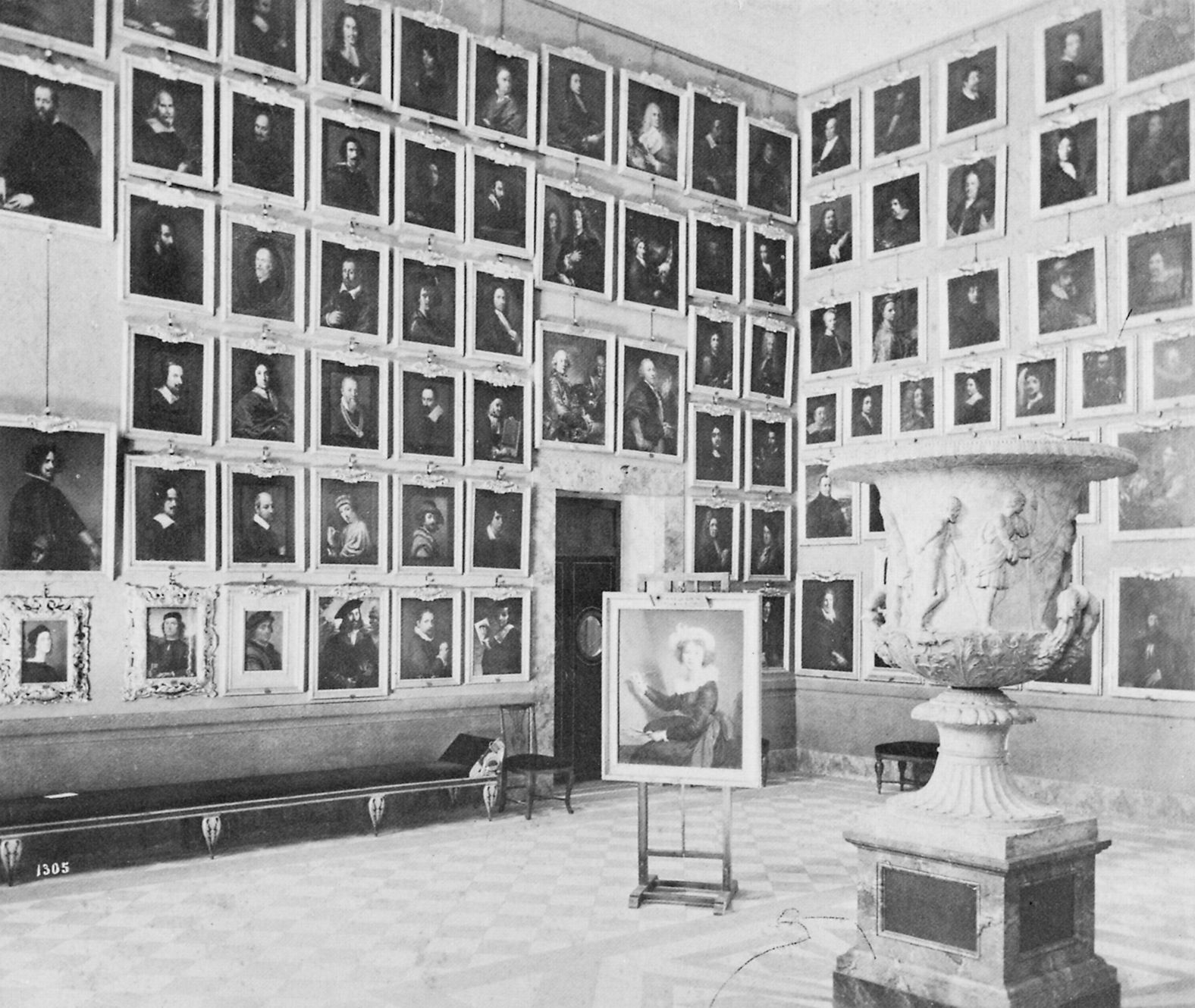
Autorrretratos da Uffizi, Foto Alinari, c. 1890

O Grão-Duque da Toscana, Cosme III de Médici, ordenou a instalação de salas na Galeria Uffizi para abrigar a coleção de autorretratos de seu tio, o cardeal Leopoldo de Médici, falecido em 1675.
A história dos autorretratos é recente. Em meados do século XVI, os Médici começaram a colecioná-los, mas de forma extemporânea, solicitando artistas cujos patronos eram, ou recorrendo a especialistas e curadores, ou diplomatas florentinos. Giambattista della Porta publicou Della fisionomia dell'omo, em 1586, texto que deu novo impulso à moda de definir-se explicitamente em uma única obra pictórica; já que o autorretrato às vezes era um quebra-cabeça de decifrar, colocado dentro de uma obra maior.

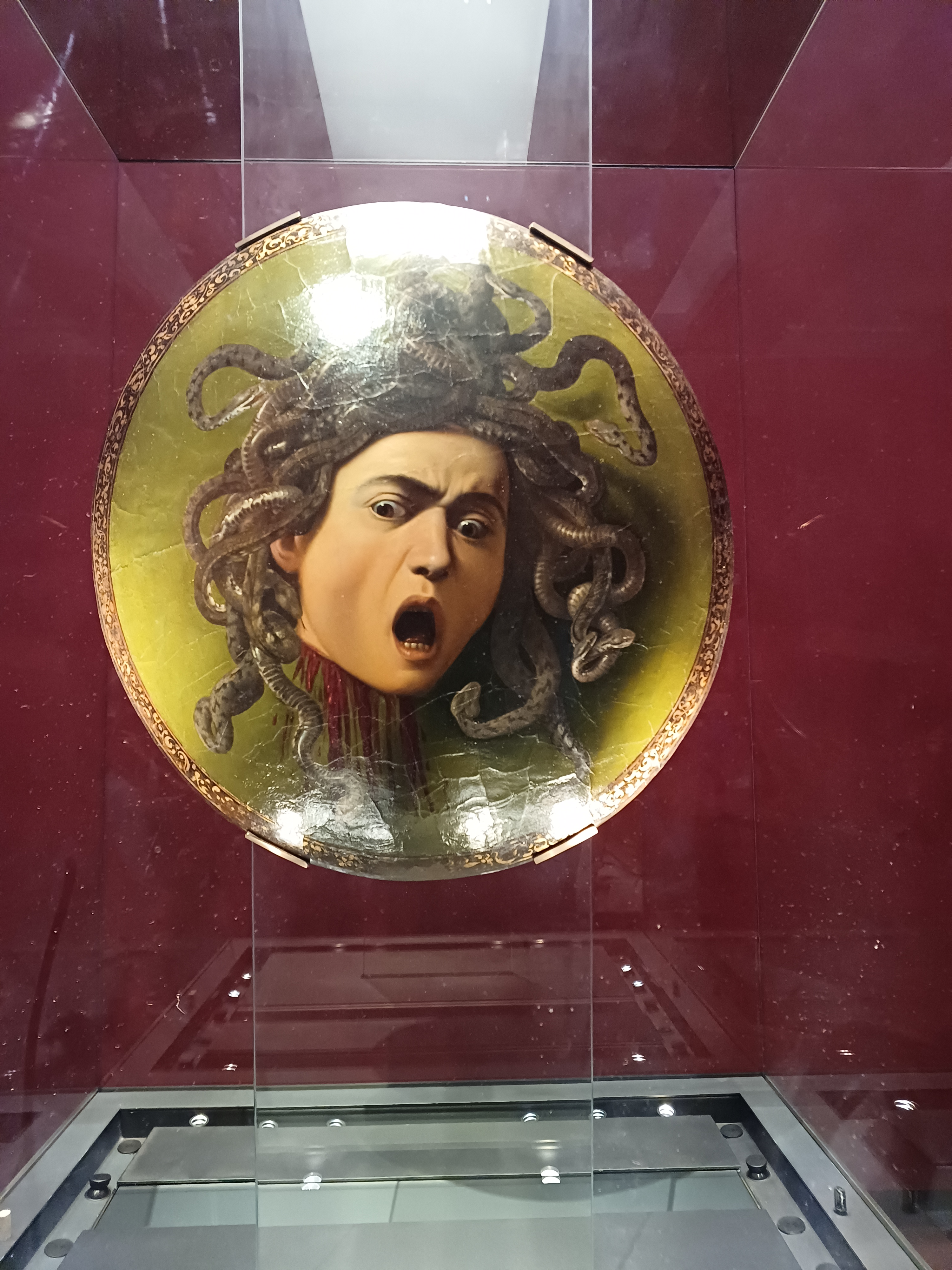
Medusa (Caravaggio) - Corredor Vasari

Se Carlos I de Inglaterra possuía autorretratos de Rubens, Daniël Mijtens e Van Dyck, foi o Cardeal Leopoldo de Médici, chamado Príncipe da Toscana e colecionador refinado e ordenado, o primeiro a reunir 80 autorretratos de pintores famosos, com o conselho e ajuda de Filippo Baldinucci. Foi a criação de uma coleção totalmente pessoal, mas abriu um precedente. Entre os autorretratos de artistas estrangeiros estavam os de Jacob Ferdinand Voet, Rembrandt e Van Dyck; entre os italianos estavam autorretratos de Giorgio Vasari, Francesco Salviati e Alessandro Allori. Treze eram autorretratos de pintores bolonheses; entre os venezianos estava Tintoretto, entre os romanos Bernini, entre os napolitanos Mattia Preti e Luca Giordano. Algumas pinturas não eram originais, mas sim cópias, como o autorretrato de Luca Cambiaso.
Essa coleção, jamais interrompida, reflete a evolução da prática autorreferencial na história da arte, desde os mestres renascentistas até os artistas contemporâneos.
Organizada cronologicamente, a exposição traça um percurso que inicia com os autorretratos dos Gaddi no século XV e culmina em peças modernas, como as instalações de Antony Gormley e Bill Viola, além das esculturas de Ai Weiwei. A narrativa expositiva privilegia 255 obras que ilustram as múltiplas abordagens ao gênero do autorretrato ao longo dos séculos, apresentando figuras emblemáticas como Rembrandt, Rubens, Rosalba Carriera, Eugène Delacroix e Élisabeth Chaplin.
Cada período revela uma atitude distinta em relação à identidade e à representação artística: os italianos optam por uma introspecção intimista, enquanto os nórdicos destacam o orgulho profissional e os franceses exibem a sofisticação aristocrática. Um marco da exposição é o autorretrato de Anne Seymour Damer, de 1778, que desafia as convenções de gênero ao inscrever-se em caracteres gregos, afirmando sua cultura e posição como escultora em um universo majoritariamente masculino.
A Galeria Uffizi, portanto, não apenas preserva, mas também recontextualiza essa vasta coleção de autorretratos, configurando-se como um espaço de reflexão sobre a evolução da autorrepresentação na história da arte.

## Elenco de Autorretratos Selecionados
(em atualização)

### A
| Imagem | Autor                            | Título                                         | Data                         | Dimensão em cm | Técnica e Suporte         | Origem     | Nota                                                     |
| ------ | -------------------------------- | ---------------------------------------------- | ---------------------------- | -------------- | ------------------------- | ---------- | -------------------------------------------------------- |
| Imagem | Abate, Alessandro                | Autorretrato                                   | 1949                         | 50x39          | Óleo sobre painel         | siciliana  | Presente do autor, 1949                                  |
| Imagem | Adler, Salomon                   | Autorretrato                                   | 1690 circa                   | 121x95         | Óleo sobre tela           | polaca     | Adquirido em 1710                                        |
|        | Ajvazovskij, Ivan Konstantinovič | Autorretrato (Ivan Konstantinovich Aivazóvski) | 1874                         | 70,5x62,5      | Óleo sobre tela           | russa      | Figura no inventário da Uffizi de 1881                   |
| Imagem | Alciati, Evangelina              | Autorretrato                                   | primeiro quarto do século XX | 64x52          | Giz de cera sobre papelão | torinense  | Presente dos herdeiros, 1961                             |
|        | Allori, Alessandro               | Autorretrato (Alessandro Allori)               | 1555 circa                   | 50x39          | Óleo sobre painel         | florentina | Talvez pelos Medici já no século XVI                     |
|        | Alma-Tadema, Lawrence            | Autorretrato                                   | 1897 circa                   | 66,5x55,5      | Óleo sobre tela           | holandesa  | Doação do autor, 1897                                    |
|        | Américo, Pedro                   | Autorretrato                                   | 1895                         | 70,5x55,5      | Óleo sobre tela           | brasileira | Doação do autor, 1904                                    |
|        | Andrea del Sarto                 | Autorretrato                                   | 1528-1529                    | 51,5x37,5      | afresco em embrice        | florentina | Citado por Giorgio Vasari em Vite                        |
|        | Anguissola, Sofonisba            | Autorretrato                                   | 1550 circa                   | 88,5x69        | Óleo sobre tela           | cremonense | Adquirido por Cosme III de Médici, 1682                  |
| Imagem | Arizzara, Teresa                 | Autorretrato                                   | 1765                         | 63,5x52        | Óleo sobre tela           | italiana   | Proveniente da Academia de Belas Artes de Florença, 1853 |

### B
| Imagem    | Autor                        | Título                          | Data                            | Dimensão em cm | Técnica e Suporte    | Origem     | Nota                                               |
| --------- | ---------------------------- | ------------------------------- | ------------------------------- | -------------- | -------------------- | ---------- | -------------------------------------------------- |
|           | Bacherini Piattoli, Anna     | Autorretrato                    | 1776                            | 78,2x60        | Óleo sobre tela      | florentina | Doação da autora, 1776                             |
| Imagem    | Baldacci, Maria Maddalena    | Autorretrato                    | segundo quartel do século XVIII | 75,5x62        | Óleo sobre tela      | florentina | Entrou para a coleção em 1768                      |
| Imagem    | Balla, Giacomo               | Café próprio                    | 1928                            | 63,5x42,5      | Óleo sobre painel    | romana     | 1992                                               |
|           | Bandinelli, Baccio           | Autorretrato com luvas          | metade do século XVI            | 63x45          | Óleo sobre painel    | florentina | Uffizi, 1769                                       |
| Imagem    | Barocci, Federico            | Autorretrato jovem              | 1570-1575                       | 33x25          | Óleo sobre tela      | Urbino     | Leopoldo de Médici                                 |
|           | Barocci, Federico            | Autorretrato (Federico Barocci) | 1600 circa                      | 42,2x35,1      | Óleo sobre tela      | Urbino     | Leopoldo de Médici                                 |
|           | Bartolini, Louisa Grace      | Autorretrato                    | 1860-1865                       | 117x81,5       | Óleo sobre tela      | inglesa    | Chegou na segunda metade do século XIX             |
|           | Batoni, Pompeo               | Autorretrato                    | 1773-1787                       | 73,5x61        | Óleo sobre tela      | Luca       | Não concluído pelo autor, vendido pela viúva, 1787 |
|           | Baviera, Maria Antonia di    | Autorretrato                    | 1772                            | 91x69          | Óleo sobre tela      | alemã      | Doado pela autora, 1773                            |
|           | Beaux, Cecilia               | Autorretrato                    | 1925                            | 110x72         | Óleo sobre tela      | americana  | Doado pela autora, 1926                            |
| Beccafumi | Beccafumi, Domenico          | Autorretrato                    | 1525-1530                       | 32x24,5        | Óleo sobre papel     | sienense   | Leopoldo de Médici                                 |
|           | Benczúr, Gyula               | Autorretrato                    | 1894                            | 62x48,5        | Óleo sobre tela      | húngara    | Doação do autor, 1895                              |
|           | Benvenuti, Pietro            | Autorretrato                    | segunda década do século XIX    | 72,5x57,5      | Óleo sobre painel    | aretina    | Doação do autor                                    |
| Imagem    | Benwell, Mary                | Autorretrato                    | 1779                            | 0,71x0,59      | têmpera sobre marfim | inglesa    | Doado pela autora, 1780                            |
| Imagem    | Berckheyde, Job Adriaenszoon | Autorretrato no estúdio         | 1575                            | 35x30          | Óleo sobre painel    | holandesa  | Adquirido em 1708                                  |
|           | Bernini, Gian Lorenzo        | Autorretrato                    | 1635 circa                      | 64x46          | Óleo sobre tela      | napoletana | Adquirido por Leopoldo de Médici, 1674             |
|           | Boldini, Giovanni            | Autorretrato de Montorsoli      | 1892                            | 57,5x40        | Óleo sobre tela      | ferrarense | Doado pelo autor                                   |
| Imagem    | Bonheur, Rosa (atribuição)   | Autorretrato                    | 1860-1865                       | 36x31          | Óleo sobre tela      | francesa   | Aquisição, 1922                                    |
|           | Bonito, Giuseppe             | Autorretrato                    | 1785-1789                       | 82x63,5        | Óleo sobre tela      | napoletana | Legado testamentário, 1789                         |
|           | Bonnat, Léon                 | Autorretrato                    | 1905                            | 61x47          | Óleo sobre tela      | francesa   | Doação do autor, 1905                              |
| Imagem    | Botti Scifoni, Ida           | Autorretrato                    | 1839                            | 60x47          | Óleo sobre tela      | romana     | Presente de Matilde Bonaparte Demidoff, 1846       |

### C
| Imagem   | Autor                        | Título       | Data       | Dimensão em cm | Técnica e Suporte        | Origem          | Nota                                                    |
| -------- | ---------------------------- | ------------ | ---------- | -------------- | ------------------------ | --------------- | ------------------------------------------------------- |
|          | Cairo, Francesco             | Autorretrato | 1630       | 50x39          |                          | milanese        | Obra não registrada no Catálogo Uffizi de 1979          |
|          | Canova, Antonio              | Autorretrato | 1790       | 68x54,5        | Óleo sobre tela          | veneziana       | Presente de Giovanni Degli Alessandri, 1822             |
|          | Carriera, Rosalba            | Autorretrato | 1709       | 71x57          | pastel sobre papel       | veneziana       | Ferdinando de Médici, 1714                              |
| Imagem   | Casalini Torelli, Lucia      | Autorretrato | 1716 circa | 72x57,5        | Óleo sobre tela          | bolonhesa       | Cosmo III de Médici, 1716                               |
| Imagem   | Chaplin, Élisabeth           | Autorretrato | 1908 circa | 89x60          | Óleo sobre tela          | francesa        | Doação da autora, 1940                                  |
| Chierici | Chierici, Gaetano            | Autorretrato | 1881       | 41x31,5        | óleo na paleta do pintor | emiliana        | Doação de Robert Spranger, 1914                         |
| Imagem   | Cioci, Antonio               | Autorretrato | 1789       | 67x58          | Óleo sobre tela          | florentina      | Aquisição, 1969                                         |
| Imagem   | Collart Henrotin, Marie      | Autorretrato | 1904 circa | 74,5x63,5      | Óleo sobre tela          | belga           | Doação do filho da autora, 1912                         |
|          | Corcos, Vittorio Matteo      | Autorretrato | 1913       | 55,5x48        | Óleo sobre tela          | livornense      | Doação do autor, 1913                                   |
|          | Corot, Jean-Baptiste Camille | Autorretrato | 1835 circa | 34x25          | Óleo sobre tela          | francesa        | Doação do filho do autor, 1875                          |
|          | Corvi, Domenico              | Autorretrato | 1785 circa | 134x98,5       | Óleo sobre tela          | viterbense      | Ingresso em 1786                                        |
|          | Cosway, Maria                | Autorretrato | 1778       |                |                          | ítalo-britânica |                                                         |
|          | Counis, Elisa                | Autorretrato | 1839       | 66,5x56        | Óleo sobre tela          | Suíça           | Doação do pai, depois da morte prematura de Elisa, 1844 |

### D
| Imagem   | Autor                              | Título       | Data       | Dimensão cm | Técnica e Suporte  | Origem     | Nota                          |
| -------- | ---------------------------------- | ------------ | ---------- | ----------- | ------------------ | ---------- | ----------------------------- |
| Imagem   | Dall'Oca Bianca, Angelo            | Autorretrato | 1937       | 68x47       | Óleo sobre tela    | veronese   | Doação do autor, 1947         |
|          | David, Jacques-Louis               | Autorretrato | 1791       | 64x53       | Óleo sobre tela    | francesa   | Incorporado à coleção em 1893 |
|          | Delacroix, Eugène Ferdinand Victor | Autorretrato | 1840 circa | 66x54       | Óleo sobre tela    | francesa   | Doação de Chéramy, 1912       |
| Imagem   | Diotti, Giuseppe                   | Autorretrato | 1821       | 53x42       | Óleo sobre tela    | cremonense | Doação do autor, 1821         |
|          | Dolci, Carlo                       | Autorretrato | 1674       | 74,5x60,5   | Óleo sobre tela    | fiorentina | Doado a Leopoldo de Médici    |
| Immagine | Dou, Gerrit                        | Autorretrato | 1658       | 49,2x33,9   | Óleo sobre madeira | holandesa  | Adquirido em 1685             |

### E
| Imagem | Autor              | Título          | Data      | Dimensão em cm | Técnica e Suporte | Origem    | Nota                      |
| ------ | ------------------ | --------------- | --------- | -------------- | ----------------- | --------- | ------------------------- |
| Imagem | East, Alfred       | Autorretrato    | 1912      | 133x114,5      | Óleo sobre tela   | inglesa   | Doação do autor, 1912     |
| Imagem | Egger-Lienz, Albin | Autorretrato    | 1921      | 39,5x33,5      | Óleo sobre papel  | austríaca | Doação do autor, 1922     |
|        | Elsheimer, Adam    | Autorretrato(?) | 1606-1607 | 64x48          | Óleo sobre tela   | alemã     | Cosme III de Médici, 1697 |
| Imagem | Ensor, James       | Autorretrato    | 1879      | 42x33,5        | Óleo sobre tela   | belga     | Doação do autor, 1923     |

### F
| Imagem        | Autor                       | Título                  | Data       | Dimensão em cm | Técnica e Suporte                 | Origem     | Nota                                     |
| ------------- | --------------------------- | ----------------------- | ---------- | -------------- | --------------------------------- | ---------- | ---------------------------------------- |
|               | Fantin-Latour, Henri        | Autorretrato            | 1883       | 54x44          | Óleo sobre tela                   | francesa   | Doação do autor, 1895                    |
|               | Fattori, Giovanni           | Autorretrato            | 1854       | 59x46,6        | Óleo sobre tela                   | livornense | Adquirido em 1951                        |
|               | Fattori, Giovanni           | Autorretrato            | 1884       | 58,5x49,5      | Óleo sobre tela                   | livornense | Doação do autor, 1907                    |
|               | Ferretti, Giovanni Domenico | Autorretrato            | 1719       | 72,5x37,7      | Óleo sobre tela                   | fiorentina | Vendido à Uffizi por Antonio Pazzi, 1768 |
|               | Flandrin, Hippolyte         | Autorretrato            | 1853       | 44x36          | Óleo sobre tela                   | francesa   | Não concluído, 1865                      |
|               | Fontana, Lavinia            | Autorretrato no estúdio | 1579       | diametro 15,7  | Óleo sobre cobre                  | bolonhesa  | Doação da autora, 1579                   |
| senza_cornice | Foresti, Renato             | Autorretrato            | 1962       | 48x33          | Óleo sobre tela                   | napolitana | Presente dos herdeiros, 2019             |
|               | Fratellini, Giovanna        | Autorretrato            | 1720 circa | 72x57 circa    | Pastel sobre cartão               | florentina | Cosme III de Médici, 1723                |
|               | Furini, Francesco           | Autorretrato            | 1618-1620  | 41x33          | Óleo sobre tela colada em madeira | fiorentina | Leopoldo de' Medici, 1682                |

### G
| Imagem | Autor                             | Título                             | Data       | Dimensão em cm | Técnica e Suporte     | Origem     | Nota                                                |
| ------ | --------------------------------- | ---------------------------------- | ---------- | -------------- | --------------------- | ---------- | --------------------------------------------------- |
|        | Gabbiani, Anton Domenico          | Autorretrato                       | 1717 circa | 72x58          | Óleo sobre tela       | florentina | Cosme III de Médici, 1717                           |
| Imagem | Gábor, Marianne                   | Autorretrato com chapéu florentino | 1956       | 70x49,5        | Óleo em cartão duro   | húngara    | Doação da autora, 1976                              |
|        | Galli da Bibbiena, Francesco      | Autorretrato                       | 1680-1690  | 85x64,5        | Óleo sobre tela       | bolonhesa  | Adquirido de Gennaro Minghetti, 1904                |
|        | Gaulli, Giovan Battista, Baciccio | Autorretrato                       | 1667-1668  | 67x51          | Óleo sobre tela       | genovesa   | Cosme III de Médici, 1723                           |
|        | Ghezzi, Pier Leone                | Autorretrato                       | 1702       | 31x26,5        | Óleo sobre tela       | romana     | Adquirido do antiquário Antonio Grandi, 1912        |
|        | Giordano, Luca                    | Autorretrato                       | 1665 circa | 72,5x57,5      | Óleo sobre tela       | napolitana | Doação de Leopoldo de Médici                        |
|        | Giovanni da San Giovanni          | Autorretrato                       | 1616 circa | 51,5x37,4      | Afresco sobre embrice | toscana    | Leopoldo de Médici                                  |
|        | Giulio Romano                     | Autorretrato                       | 1540 circa | 55x41          | Pastel sobre cartão   | romana     | Doação do Cardeal Flavio Chigi a Leopoldo de Médici |
|        | Gumpp, Johannes                   | Duplo autorretrato ao espelho      | 1646       | 88x89          | Óleo sobre tela       | austríaca  | Chegou em 1667                                      |

### H
| Imagem  | Autor                 | Título                   | Data       | Dimensão em cm | Técnica e Suporte | Origem    | Nota                                                 |
| ------- | --------------------- | ------------------------ | ---------- | -------------- | ----------------- | --------- | ---------------------------------------------------- |
|         | Hayez, Francesco      | Autorretrato aos 71 anos | 1862       | 125x101,5      | Óleo sobre tela   | veneziana | Doação do autor, 1863                                |
|         | Hoffmann, Josef       | Autorretrato             | 1886       | 67,5x55,5      | Óleo sobre tela   | austríaca | Doação dos herdeiros por vontade testamentária, 1905 |
| Imagem  | Hogarth, William      | Autorretrato             | 1730 circa | 22x28          | Óleo sobre tela   | inglesa   | Doação de Carlo Loeser, 1909                         |
| Holbein | Hans Holbein, o Jovem | Autorretrato             | 1540-1543  | 32x26          | Pastel            | alemã     | Aquisição de Cosme III de Médici, 1681               |
|         | Hunt, William Holman  | Autorretrato             | 1875       | 105,5x73       | Óleo sobre tela   | inglesa   | Doação do autor, 1907                                |

### I
| Imagem | Autor                          | Título       | Data                         | Dimensão em cm | Técnica e Suporte | Origem     | Nota                  |
| ------ | ------------------------------ | ------------ | ---------------------------- | -------------- | ----------------- | ---------- | --------------------- |
|        | Ingres, Jean-Auguste-Dominique | Autorretrato | 1858                         | 62x51          | Óleo sobre tela   | francesa   | Chegou em 1858        |
| Imagem | Irolli, Vincenzo               | Autorretrato | Terceira década do século XX | 90x72          | Óleo sobre tela   | napolitana | Doação do autor, 1930 |

### J
| Imagem | Autor           | Título       | Data      | Dimensão em cm | Técnica e Suporte | Origem     | Nota                              |
| ------ | --------------- | ------------ | --------- | -------------- | ----------------- | ---------- | --------------------------------- |
| Imagem | Jordaens, Jacob | Autorretrato | 1615-1618 | 99x69          | Óleo sobre tela   | fiamenga   | Documentado em 1754.              |
| Imagem | Josz, Italo     | Autorretrato | 1929      | 62x48,5        | Óleo sobre tela   | florentina | Doado por Valeria Vida Josz, 1950 |

### K
| Imagem | Autor                        | Título                                                     | Data | Dimensão em cm | Técnica e Suporte    | Origem       | Nota                            |
| ------ | ---------------------------- | ---------------------------------------------------------- | ---- | -------------- | -------------------- | ------------ | ------------------------------- |
|        | Kauffmann, Angelika          | Autorretrato em costume tradicional da Floresta de Bregenz | 1763 | 46x33          | Óleo sobre tela      | suíça        | Presente de Cosimo Siries, 1763 |
|        | Kauffmann Angelika           | Autorretrato                                               | 1787 | 128x93,5       | Óleo sobre tela      | suíça        | Doação da autora, 1788          |
| Imagem | Keller, Ferdinand            | Autorretrato                                               | 1889 | 132x88         | Óleo sobre tela      | alemã        | Doação do autor, 1890           |
|        | Krøyer, Peder Severin        | Autorretrato                                               | 1888 | 49x41          | Óleo sobre tela      | dinamarquesa | Doação do autor, 1899           |
|        | Kustodiev, Boris Michajlovič | Autorretrato                                               | 1912 | 100x85         | Têmpera sobre cartão | russa        | Doação do autor, 1913           |

### L
| Imagem | Autor                         | Título       | Data       | Dimensão em cm | Técnica e Suporte     | Origem    | Nota                              |
| ------ | ----------------------------- | ------------ | ---------- | -------------- | --------------------- | --------- | --------------------------------- |
|        | de Lairesse, Gérard           | Autorretrato | 1670 circa | 89x73          | Óleo sobre tela       | belga     | Chegou na Uffizi em 1699          |
|        | Lama, Giulia                  | Autorretrato | 1725       | 75x60,5        | Óleo sobre tela       | veneziana | Inventariado em 1784              |
|        | Larsson, Carl                 | Autorretrato | 1906       | 95,5x61,5      | Óleo sobre tela       | suíça     | Doação do autor, 1912             |
|        | László, Philip                | Autorretrato | 1911       | 122x86         | Óleo sobre tela       | húngara   | Doação do autor, 1911             |
|        | Laurens, Jean-Paul Alessandro | Autorretrato | 1876       | 45x37          | Óleo sobre tela       | francesa  | Doação do autor, 1876             |
|        | Lega, Silvestro               | Autorretrato | 1861 circa | 12x9,5         | Óleo sobre madeira    | romana    | Aquisição, 1915                   |
|        | Leighton, Frederic            | Autorretrato | 1880       | 76,5x64        | Óleo sobre tela       | inglesa   | Doação do autor, 1880             |
|        | Liotard, Jean-Étienne         | Autorretrato | 1744       | 61x49          | Pastel sobre cartão   | suíça     | Doação de Maria Teresa da Áustria |
|        | Lippi, Filippino              | Autorretrato | 1485 circa | 50x31          | Afresco sobre embrice | toscana   | Aquisição, 1771                   |
| Imagem | Lydis, Mariette               | Autorretrato | 1931       | 62x49,5        | Óleo sobre madeira    | austríaca | Doação da autora, 1932            |

### M
| Imagem | Autor                   | Título       | Data                  | Dimensão em cm | Técnica e Supore    | Origem     | Nota                                                     |
| ------ | ----------------------- | ------------ | --------------------- | -------------- | ------------------- | ---------- | -------------------------------------------------------- |
|        | Mantovani Gutti, Rosina | Autorretrato | 1880 circa            | 64x48          | Óleo sobre cartão   | romana     | Doação da filha Emanuela Gutti Fabbricotti, 1952         |
|        | Maratta, Carlo          | Autorretrato | 1682                  | 72,5x58,3      | Óleo sobre tela     | Marcas     | Doação da autora a a Cosme III de Médici, 1682           |
|        | Mario de' Fiori         | Autorretrato | metade do século XVII | 136x208,5      | Óleo sobre tela     | romana     | Aquisição de Cosme III de Michele Girolamo Catani, 1697  |
| Mengs  | Mengs, Anton Raphael    | Autorretrato | 1773                  | 97x72,6        | Óleo sobre madeira  | alemã      | Pintado em Florença e levado pelo autor à Galeria Uffizi |
|        | Millais, John Everett   | Autoritratto | 1880                  | 86x65          | Óleo sobre tela     | inglesa    | Doação do autor, 1880                                    |
|        | Mola, Pier Francesco    | Autorretrato | 1650 circa            | 34,7x24,9      | Pastel sobre cartão | suíça      | Cosme III de Médici, 1692                                |
|        | More, Jacob             | Autorretrato | 1783                  | 198x147,5      | Óleo sobre tela     | escocesa   | Doação do autor, 1783                                    |
|        | Morelli, Domenico       | Autorretrato | 1864                  | 65x54          | Óleo sobre tela     | napolitana | Doação do autor, 1896                                    |
| Imagem | Moricci, Giuseppe       | Autorretrato | 1855-1860             | 31x25          | Óleo sobre tela     | florentina | Comprado da neta Gemma Allisiardi Moricci, 1927          |
| Moro   | Moro, Antonio           | Autorretrato | 1558                  | 113x84         | Óleo sobre madeira  | holandesa  | Aquisição de Cosme III de Médici, 1682                   |

### N
| Imagem | Autor                   | Ttítulo      | Data       | Dimensão em cm | Técnica e Suporte | Origem     | Nota                                                                            |
| ------ | ----------------------- | ------------ | ---------- | -------------- | ----------------- | ---------- | ------------------------------------------------------------------------------- |
|        | van der Neer, Eglon     | Autorretrato | 1696       | 105x73,5       | Óleo sobre tela   | holandesa  | Talvez um presente de Giovanni Guglielmo do Palatinado para seu sogro Cosme III |
| Imagem | von Neff, Carl Timoleon | Autorretrato | 1840       | 76,5x58,5      | Óleo sobre tela   | estoniana  | Doado pela família do autor, 1883                                               |
| Imagem | Nobili, Riccardo        | Autorretrato | 1938       | 73x52          | Óleo sobre tela   | florentina | Doação de Grazia Nobili, 1952                                                   |
| Imagem | Nomellini, Plinio       | Autorretrato | 1913 circa | 69x57          | Óleo sobre tela   | livorense  | Doação do filho, 1950                                                           |

### O
| Imagem | Autor                | Título       | Data            | Dimenssão em cm | Técnica e Suporte | Origem                      | Nota                   |
| ------ | -------------------- | ------------ | --------------- | --------------- | ----------------- | --------------------------- | ---------------------- |
| Imagem | Orlandini, Ernestina | Autorretrato | 1930-1940 circa | 70x60           | Óleo sobre tela   | alemã naturalizada italiana | Doação da autora, 1941 |

### P
| Imagem   | Autor                      | Título       | Data       | Dimensão em cm | Técnica e Suporte | Origem     | Nota                                                    |
| -------- | -------------------------- | ------------ | ---------- | -------------- | ----------------- | ---------- | ------------------------------------------------------- |
|          | Paladini, Arcangela        | Autorretrato | 1621       | 54,5x43,5      | Óleo sobre tela   | pisana     | Documentado em 1676                                     |
|          | Parenti Duclos, Irene      | Autorretrato | 1783       | 59x47,5        | Óleo sobre tela   | florentina | Recebido em 1853 da Academia de Belas Artes de Florença |
|          | Pignoni, Simone            | Autorretrato | 1682-1682  | 120,6x91       | Óleo sobre tela   | florentina | Cosme III, 1682                                         |
| Immagine | Pincherle, Adriana         | Autorretrato | 1957       | 55,5x41        | Óleo sobre tela   | romana     | Doação da autora, 1959, em depósito no Palácio Pitti    |
|          | Pozzo, Andrea              | Autorretrato | 1690 circa | 160x117        | Óleo sobre tela   | trentina   | Cosme III, 1688                                         |
|          | Preti, Mattia              | Autorretrato | 1695       | 99x69          | Óleo sobre tela   | calabresa  | Ferdinando de Médici, 1697                              |
|          | Puvis de Chavannes, Pierre | Autorretrato | 1889       | 65x54          | Óleo sobre tela   | francesa   | Doação do autor, 1889                                   |

### Q
| Imagem | Autor                    | Título       | Data       | Dimensão em cm | Técnica e Suporte | Origem | Nota            |
| ------ | ------------------------ | ------------ | ---------- | -------------- | ----------------- | ------ | --------------- |
| Imagem | Quadal, Martin Ferdinand | Autorretrato | 1785 circa | 97,5x73        | Óleo sobre tela   | tcheca | Pintado em Pisa |

### R
| Imagem    | Autor                         | Título                     | Data       | Dimensão em cm | Técnica e Suporte  | Origem    | Nota                                        |
| --------- | ----------------------------- | -------------------------- | ---------- | -------------- | ------------------ | --------- | ------------------------------------------- |
| Raffaello | Rafael                        | Autorretrato               | 1506 circa | 47,5x33        | Óleo sobre madeira | urbinense | Leopoldo de Médici                          |
|           | Ransonnet-Villez, Elise       | Autorretrato               | 1875       | 74x59          | Óleo sobre madeira | austríaca | Por testamento da autora, 1900              |
| Rembrandt | Rembrandt                     | Autorretrato jovem         | 1634 circa | 62,5x34        | Óleo sobre madeira | holandesa | Adquirido de Fernando III da Toscana, 1818  |
| Imagem    | Rembrandt                     | Autorretrato aos 63 anos   | 1655 circa | 76x61          | Óleo sobre tela    | holandesa | Ferdinando de Médici                        |
| Rembrandt | Rembrandt                     | Autorretrato               | 1664 circa | 74x55          | Óleo sobre tela    | holandesa | Leopoldo de Médici                          |
|           | Reni, Guido                   | Autorretrato               | 1630 circa | 45,5x34        | tela               | bolonhesa | Cosmo III, 1690                             |
|           | Reynolds, Joshua              | Autorretrato               | 1775       | 71,5x58        | Óleo sobre tela    | inglesa   | Doação do autor                             |
|           | Ribbing, Sofie                | Autorretrato               | 1875       | 65x46          | Óleo sobre tela    | suíça     | Doação de Carolina Lungstrass di Bonn, 1881 |
|           | Rigaud, Hyacinthe             | Autorretrato               | 1716       | 80x64          | Óleo sobre tela    | francesa  | Doado a Cosme III, 1716                     |
|           | Robusti, Marietta, Tintoretta | Autorretrato com partitura | 1580 circa | 93,5x91,5      | Óleo sobre tela    | veneziana | Aquisição de Leopoldo de Médici, 1675       |
|           | Rubens, Peter Paul            | Autorretrato sem chapéu    | 1618 circa | 78x61          | Óleo sobre madeira | fiamenga  | Doado a Cosmo III, 1713                     |
|           | Rubens, Peter Paul            | Autorretrato com chapéu    | 1623-1625  | 85x61          | Óleo sobre madeira | fiamenga  | Aquisição de Cosme III, 1683                |

### S
| Imagem       | Autor                                  | Título       | Data                  | Dimensão em cm | Técnica e Suporte   | Origem         | Nota                             |
| ------------ | -------------------------------------- | ------------ | --------------------- | -------------- | ------------------- | -------------- | -------------------------------- |
| Imagem       | Sabatelli, Giuseppe                    | Autorretrato | 1835-1840 circa       | 48,5x36,5      | Óleo sobre tela     | milanesa       | Doado pelos herdeiros, 1970      |
| Sassoferrato | Salvi, Giovanni Battista, Sassoferrato | Autorretrato | metade do século XVII | 38x32,5        | Óleo sobre tela     | marchigiana    | Doação de Flavio Chigi, 1682     |
|              | Sargent, John Singer                   | Autorretrato | 1906                  | 70x53          | Óleo sobre tela     | estadounidense | Doação do autor, 1906            |
| Imagem       | Schalcken, Godfried                    | Autoritratto | 1695                  | 92,3x81        | Óleo sobre tela     | holandesa      | Adquirido do autor, 1695         |
|              | Schwartze, Thérèse                     | Autorretrato | 1888                  | 129x88         | Óleo sobre tela     | holandesa      | Doação da autora, 1895           |
|              | Seymour Damer, Anne                    | Autorretrato | 1778                  | altezza 60 cm  | mármore brando      | inglesa        | Doação da autora, 1778           |
| Imagem       | Siries, Violante Beatrice              | Autorretrato | 1734-1735             | 77x60          | Óleo sobre tela     | florentina     | Giovanni Gastone de Médici, 1736 |
|              | Spinelli di Belmonte, Chiara           | Autorretrato | 1783                  | 67x51          | Pastel sobre cartão | napolitana     | Doação da autora, 1784           |
|              | Szinyei Merse, Pál                     | Autorretrato | 1897                  | 90,5x70,5      | Óleo sobre tela     | húngara        | Doação do autor, 1912            |

### T
| Imagem | Autor                  | Título       | Data | Dimensão em cm | Técnica e Suporte | Origem   | Nota                               |
| ------ | ---------------------- | ------------ | ---- | -------------- | ----------------- | -------- | ---------------------------------- |
|        | de Troy, Jean-François | Autorretrato | 1696 | 72x56          | Óleo sobre tela   | francesa | Incorporado ao Palácio Pitti, 1697 |

### U
| Imagem | Autor         | Título       | Data | Dimensão em cm | Técnica e Suporte | Origem     | Nota   |
| ------ | ------------- | ------------ | ---- | -------------- | ----------------- | ---------- | ------ |
| Imagem | Ussi, Stefano | Autorretrato | 1867 | 51x44          | Óleo sobre tela   | florentina | [ 35 ] |

### V
| Imagem    | Autor                        | Título                                | Data                   | Dimensão em cm | Técnica e Suporte   | Origem    | Nota                                              |
| --------- | ---------------------------- | ------------------------------------- | ---------------------- | -------------- | ------------------- | --------- | ------------------------------------------------- |
| Imagem    | Vagnetti, Fausto             | Autorretrato                          | IV década do século XX | 56,5x42,5      | Óleo sobre tela     | aretina   | Legato testamentario, dato dal figlio Luigi, 1955 |
|           | Van Dyck, Antoon             | Autorretrato                          | 1632 circa             | 79x62          | Óleo sobre tela     | flamenga  | Doação de Giovanni Guglielmo del Palatinato, 1713 |
| Imagem    | Van Mieris, Frans il Vecchio | Autorretrato                          | 1676                   | 12,3x9,4       | Óleo sobre metal    | holandesa | Encomendado por Cosme III ao autor, 1676          |
| Vasari    | Vasari, Giorgio              | Autorretrato                          | 1566-1568              | 100,5x80       | Óleo sobre          | aretina   | Leopoldo de Médici                                |
|           | Velázquez, Diego             | Autorretrato                          | 1640 circa             | 71,5x58        | Óleo sobre tela     | espanhola | Cosme III de Médici, 1682                         |
| Velázquez | Velázquez, Diego             | Autorretrato                          | 1645 circa             | 103,5x82,5     | Óleo sobre tela     | espanhola | Aquisição de Cosme III, 1682                      |
|           | Vigée Le Lebrun, Élisabeth   | Autorretrato pintando Maria Antonieta | 1790                   | 100x81         | Óleo sobre tela     | francesa  | Doação da autora, 1791                            |
| Imagem    | Vivien, Joseph               | Autorretrato                          | 1699                   | 93,5x74        | Pastel sobre cartão | alemã     | Doação de Ferdinando de Médici, 1701              |
|           | Vouet, Simon                 | Autorretrato                          | 1614-1627              | 65x55          | Óleo sobre tela     | parigina  | Cosme III de Médici, 1700                         |

### W
| Imagem        | Autor                   | Título       | Data | Dimensão em cm | Técnica e Suporte | Origem    | Nota                                                          |
| ------------- | ----------------------- | ------------ | ---- | -------------- | ----------------- | --------- | ------------------------------------------------------------- |
| van der Werff | Werff, Adriaen, van der | Autorretrato | 1697 | 89x73          | Óleo sobre tela   | holandesa | Doado a Cosme III por Giovanni Guglielmo del Palatinato, 1698 |

### Y
| Imagem | Autor         | Título       | Data | Dimensão em cm | Técnica e Suporte | Origem   | Nota                  |
| ------ | ------------- | ------------ | ---- | -------------- | ----------------- | -------- | --------------------- |
| Imagem | Yvon, Adolphe | Autorretrato | 1873 | 56x44          | Óleo sobre tela   | francesa | Doação do autor, 1873 |

### Z
| Imagem  | Autor           | Título       | Data       | Dimensão em cm | Técnica            | Origem | Nota                  |
| ------- | --------------- | ------------ | ---------- | -------------- | ------------------ | ------ | --------------------- |
| Zoffany | Zoffany, Johann | Autorretrato | 1776 circa | 87,5x77        | Óleo sobre madeira | alemã  | Doação do autor, 1778 |
|         | Zorn, Anders    | Autorretrato | 1889       | 74,5x62,5      | Óleo sobre tela    | suíça  | Doação do autor, 1889 |